# مامادو سيزاي
مامادو سيزاي (بالإنجليزية: Momodou Ceesay)‏ (24 ديسمبر 1988 غامبيا - ) هو لاعب كرة قدم غامبي، يلعب كمهاجم.

## وصلات خارجية
مامادو سيزاي على موقع الاتحاد الدولي (مؤرشف)  (الإنجليزية)
- مامادو سيزاي على موقع قاعدة بيانات كرة القدم.إي يو (الإنجليزية)
- مامادو سيزاي على موقع ناشيونال فوتبول تيمز (الإنجليزية)
- مامادو سيزاي على موقع Soccerway.com (الإنجليزية)
- مامادو سيزاي على موقع عالم كرة القدم.نت (الإنجليزية)